# 信川清順
信川 清順（のぶかわ せいじゅん、1981年2月22日 - ）は、日本の女優である。埼玉県草加市出身。身長164cm。A型。

## 人物・来歴
- 埼玉県立草加南高等学校在学中より演劇活動を行う。
- 2000年にENBUゼミナール河原クラスを受講。2002年の解散まで、HIGHLEG JESUSに参加した。
- 堤幸彦、河原雅彦が手がける作品に出演することが多い。
- 趣味・特技は料理、水泳。

## 出演作品

### テレビドラマ
- 演技者。 狂い咲きヴァージンロード（2003年、フジテレビ） - サム・ライ美 役
- ヴァンパイアホスト〜夜型愛人専門店〜 （2004年、テレビ東京） - 友田知世役
- 水曜プレミア 負け犬女の壁（2004年、TBS）
- アキハバラ@DEEP （2006年、TBS） - 綾闇ルイ、たまたん役
- 下北サンデーズ （2006年、テレビ朝日） - 友香役
- ライオン丸G （2006年、テレビ東京） 6話ゲスト
- きらきら研修医 第1話（2007年、TBS） - 御子柴ユミ役
- 帰ってきた時効警察 第7話 （2007年、テレビ朝日） - ヨシ子役
- スシ王子! 第5・7・8話 （2007年、テレビ朝日）
- 東京少女 第4話・タイマン少女 （2008年、BS-i）
- 恋うたドラマSP 第3夜・純愛ラプソディ（2008年、TBS） - 高野ゆか役
- モテキ （2010年、テレビ東京） - 小宮山基樹役
- TRICK 新作スペシャル2（2010年5月15日、テレビ朝日） - タカダ姉妹 役
- ドン★キホーテ （2011年、日本テレビ） - 山田児童相談所職員役
- 安堂ロイド〜A.I. knows LOVE?〜 第3話（2013年10月27日、TBS） - 焼肉店店員 役
- 都市伝説の女 Part2 第4話（2013年11月1日、テレビ朝日） - 奥田若葉 役
- ノーコン・キッド 〜ぼくらのゲーム史〜 第6話（2013年11月8日、テレビ東京） - 亀山 役
- アラサーちゃん 無修正（2014年、テレビ東京） - ヤリリンちゃん 役
- まっしろ（2015年1月13日 - 3月17日、TBS） - 蓮見由香 役
- ヤメゴク〜ヤクザやめて頂きます〜 ゲスト（2015年4月期、TBS） - 保育士 役
- 99.9-刑事専門弁護士- 最終話（2016年6月19日、TBS） - 看護師のカワイ 役
- 神の舌を持つ男 第9・10話（2016年9月2日・9日、TBS） - 芸者・小太郎（小林美香） 役
- 土曜時代ドラマ アシガール（2017年9月23日 - 12月16日、NHK総合）- 侍女 役[1]
- マイラブ・マイベイカー（2020年7月10日 - 9月25日、ひかりTV・dTVチャンネル / 7月14日 - 9月29日、カンテレ・メ〜テレ・テレビ神奈川） - 佐藤ハル 役[2]
- おカネの切れ目が恋のはじまり 第1話（2020年9月15日、TBS） - 和菓子屋の買い物客 役
- ナイルパーチの女子会（2021年1月30日 - 3月20日、BSテレ東） - 花井里美 役
- 相棒 Season20 第11話（2022年1月1日、テレビ朝日） - 中村光子（デモ隊の女性） 役
- PICU 小児集中治療室（2022年10月10日 - 12月19日、フジテレビ） - 根岸詩織 役
- 帰ってきたぞよ!コタローは1人暮らし 第1話（2023年4月15日、テレビ朝日） - 純喫茶「ピュア・ウォーター」オーナー 役
- 大河ドラマ（NHK）
  - どうする家康 第27回（2023年7月16日）- 遊女 役
  - 光る君へ（2024年1月7日 - 12月15日） - いと 役[3]
- お迎え渋谷くん（2024年4月2日 - 6月18日、カンテレ・フジテレビ） - 緑川孝子 役
- まどか26歳、研修医やってます!（2025年1月14日 - 3月18日、TBS） - 牛島藍子 役[4]

### ウェブドラマ
- 77部署合体ロボダイキギョー ドラマ・伝え方が9割（2017年11月29日、Amazon Prime Video） - 高橋良子 役

### 映画
- マラネットエンジェル（2001年）
- ピカ☆ンチ LIFE IS HARDだけどHAPPY （2002年）
- 猟奇！生首を抱える女 （2003年）
- 昌江と美香 第3 - 6話 （2003年）
- B （2003年）
- ター坊、君は悪魔だよ （2003年）
- ピカ☆☆ンチ LIFE IS HARDだからHAPPY （2004年）
- マチコのかたち（2004年） - モエコ役
- みかとせいじゅん（2004年）
- 自虐の詩（2007年）
- 銀幕版 スシ王子! 〜ニューヨークへ行く〜 （2008年） - 八十八の客（モンモン少女隊）役
- デトロイト・メタル・シティ （2008年）
- まぼろしの邪馬台国 （2008年）
- ロストガール （2009年）

### 舞台
- Baby,五臓六腑にしみわたるのさ （2001年）
- 終演後は駆け足で飲みに行く。（2002年）
- 15の夜（仮）ゲスト （2002年）
- CABALLET NIGHT FEVERったらFEVER!! （2002年）
- LOVE JESUS〜星をはずす日〜 （2002年）
- 俺、かっこいいんだぜ俺 ゲスト （2003年）
- LIVE IN ALTA〜もう、迷わない！〜 （2003年）
- OVER SEAS（2003年）
- 私とワタシ（2003年）
- 毒薬とイアン・ソープ…（2004年）
- 青春ヤングメン（2005年）
- 流れ姉妹〜たつことかつこ〜（2005年）
- ハイキングフォーヒューマンライフ（2005年）
- 仮 （2005年）
- 明解 日本語アクセント事変 （2006年）
- 明日にかけるはし （2007年）
- バカンシー？ノーバカンシー？(2007年)
- 流れ姉妹〜ザ・グレートハンティング〜 （2007年）
- 流れ姉妹〜獣たちの夜〜（2009年）
- 夏宵漫百鬼夜行（2010年）
- 流れ姉妹〜たつことかつこ〜 第一章（2010年）
- 流れ姉妹 たつことかつこ 〜エンド・オブ・バイオレンス〜（2011年）
- リボンの心得（2011年）
- KAKOCHI-YA（2014年）
- 熱いぞ!猫ヶ谷!!（2016年）
- イノチボンバイエ（2016年）
- 隻眼の産婆（2018年）
- タイ週間 Vol.3 -アシタのカラダを考える-（2019年）
- タイトル、拒絶（2021年）

### ラジオ
- 東芝電脳劇場（2003年）
- 松村邦洋のOH-!邦自慢（2024年）

### CM
- アルゼパチスロ 龍宮物語X （2003年）
- ラジオCM「東芝電脳劇場」（2003年）
- ブルドックソース・和風ソース玉ねぎ　玉ねぎ収穫編 （2004年）
- ラジオCM「カーバンクライト」（2007年）